# 马来西亚国会上议院主席
马来西亚国会上议院主席是马来西亚国会上议院的最高主持官员，他与马来西亚国会下议院议长并列为马来西亚联邦立法机关的首脑。
上议院主席一职是依据马来西亚宪法第56条文执行和建立的，该职位必须由上议院议员过半推举和支持，并由最高元首陛下任命。当选者需要拥有政治中立的态度，因此当选命者在当选前是国家立法或行政机构的一员时，他需要辞去其在立法或行政机构的职位后才可担任上议院主席。
上议院主席在议会厅里的称谓会随着该人的封号而改变，例如现任主席为丹斯里莱士雅丁，因此上议院议员将会在议会厅里称呼他为“Tan Sri Yang di-Pertua”（丹斯里主席；Tan Sri President）或“Tuan Yang di-Pertua”（主席先生；Mr. President）。

## 任免
在马来西亚宪法中阐明，最高元首必须委任一名获得国会上议院多数议员支持的人出任上议院主席。
宪法中也阐明上议院主席一职的必备条件是：
- 出生于马来西亚的公民（不包括登记公民和入籍公民）
- 由国会上议院多数议员推举和支持
- 其必须辞去国家行政和立法机构的职位

## 职权
上议院主席的主要职权为：
- 主持上议院的开议
- 主持上议院运作
- 确保上议院议员遵守上议院规则
- 确保上议院议员在辩论中提出的各点的相关性
- 上议院议员一旦发生纠纷，必须维持秩序和向议员解释上议院规则，并拥有最终决定权。

## 历任上议院主席
| 国会   | #    | 肖像           | 主席                | 任期开始       | 任期结束       |
| ------ | ---- | -------------- | ------------------- | -------------- | -------------- |
| 第1届  | 1    |                | 阿都拉曼·莫哈末雅欣 | 1959年9月11日  | 1965年10月18日 |
| 第2届  | (1)  |                | 阿都拉曼·莫哈末雅欣 | 1959年9月11日  | 1965年10月18日 |
| 第2届  | (1)  | 1965年10月18日 | 阿都拉曼·莫哈末雅欣 | 1968年12月31日 |                |
| 第2届  | 2    |                | 赛谢哈山峇拉峇      | 1969年1月27日  | 1969年2月5日   |
| 第2届  | 3    |                | 莫哈末诺亚奥玛      | 1969年2月24日  | 1970年7月28日  |
| 第3届  | 4    |                | 阿都哈密勘          | 1971年2月20日  | 1973年2月22日  |
| 第3届  | 5    |                | 翁毓麟              | 1973年2月23日  | 1975年1月6日   |
| 第4届  | (5)  |                | 翁毓麟              | 1973年2月23日  | 1975年1月6日   |
| 第4届  | (5)  | 1975年1月6日   | 翁毓麟              | 1980年12月31日 |                |
| 第5届  | (5)  | 1975年1月6日   | 翁毓麟              | 1980年12月31日 |                |
| 第5届  | 6    |                | 依斯迈勘            | 1981年1月5日   | 1983年12月15日 |
| 第6届  | (6)  |                | 依斯迈勘            | 1981年1月5日   | 1983年12月15日 |
| 第6届  | (6)  | 1983年12月15日 | 依斯迈勘            | 1985年4月13日  |                |
| 第6届  | 7    |                | 本尼迪史蒂芬        | 1985年4月15日  | 1988年4月11日  |
| 第7届  | (7)  |                | 本尼迪史蒂芬        | 1985年4月15日  | 1988年4月11日  |
| 第7届  | 8    |                | 阿邦阿末乌来        | 1988年7月11日  | 1990年7月9日   |
| 第9届  | 9    |                | 陈崇德              | 1990年12月17日 | 1992年3月31日  |
| 第9届  | 10   |                | 瓦迪韦鲁            | 1992年4月13日  | 1994年10月16日 |
| 第9届  | (10) | 1994年10月16日 | 瓦迪韦鲁            | 1995年6月12日  |                |
| 第9届  | 11   |                | 阿当卡迪尔          | 1995年6月13日  | 1996年11月30日 |
| 第9届  | 12   |                | 莫哈末耶谷          | 1996年12月10日 | 1999年12月27日 |
| 第10届 | (12) | 1999年12月27日 | 莫哈末耶谷          | 2000年12月5日  |                |
| 第10届 | 13   |                | 曾永森              | 2000年12月7日  | 2003年4月11日  |
| 第10届 | 14   |                | 阿都哈密            | 2003年7月7日   | 2006年7月19日  |
| 第11届 | (14) |                | 阿都哈密            | 2003年7月7日   | 2006年7月19日  |
| 第11届 | (14) | 2006年7月19日  | 阿都哈密            | 2009年7月6日   |                |
| 第12届 | (14) | 2006年7月19日  | 阿都哈密            | 2009年7月6日   |                |
| 第12届 | 15   |                | 王茀明              | 2009年7月7日   | 2010年4月12日  |
| 第12届 | 16   |                | 阿布查哈            | 2010年4月26日  | 2013年4月26日  |
| 第12届 | (16) | 2013年4月26日  | 阿布查哈            | 2016年4月26日  |                |
| 第13届 | (16) | 2013年4月26日  | 阿布查哈            | 2016年4月26日  |                |
| 第13届 | 17   |                | 维纳斯瓦兰          | 2016年4月26日  | 2020年6月22日  |
| 第14届 | (17) |                | 维纳斯瓦兰          | 2016年4月26日  | 2020年6月22日  |
| 第14届 | 18   |                | 莱士雅丁            | 2020年9月2日   | 2023年6月15日  |
| 第15届 | (18) |                | 莱士雅丁            | 2020年9月2日   | 2023年6月15日  |
| 第15届 | 19   |                | 旺朱乃迪            | 2023年6月19日  | 2024年1月19日  |
| 第15届 | 20   |                | 慕登达加            | 2024年2月19日  | 2024年5月10日  |
| 第15届 | 21   |                | 阿旺比米            | 2024年7月22日  | 现任           |

## 其他链接
- 马来西亚国会 （页面存档备份，存于）